# Tacyba tenuis
Tacyba tenuis är en skalbaggsart som först beskrevs av Blanchard 1851.  Tacyba tenuis ingår i släktet Tacyba och familjen långhorningar. Inga underarter finns listade i Catalogue of Life.